# Frigoria
A frigoria (símbolo: fg) é uma unidade de energia informal para medir a absorção de energia térmica. Ainda que às vezes diz-se que equivale a uma quilocaloria negativa, não é realmente verdadeiro desde um ponto de vista físico: efectivamente em todos os casos, calefação ou refrigeração, o que se faz é levar calor de um lado a outro, de maneira que à mesma forma de energia correspondem as mesmas unidades, neste caso a caloria. Isso permite dizer que é uma unidade convencional para se entender quando se fala de refrigeração.
Poderia definir-se, como extensão da definição de quilocaloria do Sistema Técnico, como a energia que há que subtrair de um quilograma de água a 15,5 °C, a pressão atmosférica normal, para reduzir sua temperatura em 1 °C. Conquanto o termo tem sido aceitado pela Real Academia Espanhola, a unidade não existe no Sistema Técnico.

## Usos e aplicativos
Usa-se em sistemas de refrigeração: frigoríficos, ares acondicionados.
Os anglo-saxões utilizam como unidade a BTU (British Thermal Unit: unidade térmica britânica), que equivale a 0,252 kcal, ou seja que uma frigoria (ou quilocaloria) equivale a umas 4 BTU.
1 quilojoule equivale a 0,239 frigorias.
A evaporação de uma grama de água ou suor produz umas 0,540 frigorias.

## Unidade de potência
Erroneamente emprega-se às vezes a palavra «frigoria» como unidade de potência, mas nesse caso a unidade deveria se chamar frigoria por hora (fg/h) e serve para expressar a potência de um sistema de referigeração. Realmente deve utilizar-se o kW a fim de expressar potências nominais em cálculos de engenharia. Um aparelho comercial de ar acondicionado doméstico tem uma capacidade de esfriamiento de aproximadamente entre 2000 e 3000 frigorias/hora. Também se podem ver comercializados em BTU e kW.
Uma frigoria/hora é equivalente a 1,163 W (watts), portanto 1000 watts (1 kW) equivale aproximadamente a 860 frigorias/hora.